# Teatro Guerra
El Teatre Guerra és un espai teatral situat a la plaça de Calderón de la Barca de Llorca, a la Regió de Múrcia. Va obrir les portes per primera vegada el 1861 i és el teatre més antic de la regió de Múrcia. Està format per un pati central amb forma de ferradura, platea i amfiteatre, amb baranes de ferro colat. El teatre va ser dissenyat per l'arquitecte Diego Manuel Molina.